# NGC 4362
NGC 4362 = NGC 4364 ist eine Galaxie vom Hubble-Typ S? im Sternbild Großer Bär am Nordsternhimmel. Sie ist rund 207 Millionen Lichtjahre von der Milchstraße entfernt.
Entdeckt wurde das Objekt am 17. April 1789 vom deutsch-britischen Astronomen William Herschel.